# Barrios Unidos (Panama)
Barrios Unidos è un comune (corregimiento) della Repubblica di Panama situato nel distretto di Aguadulce, provincia di Coclé. Si estende su una superficie di 64,5 km² e conta una popolazione di 9 390 abitanti (censimento 2010).